# Syndrome du cimeterre
 Mise en garde médicale
Le syndrome du cimeterre, syndrome de Halasz ou syndrome veinolobaire pulmonaire congénital de Felson, est une forme particulière de retour veineux pulmonaire anormal partiel. Les deux veines pulmonaires droites se connectent dans la veine cave inférieure. Cette anomalie de connexion s'accompagne souvent d'une anomalie du poumon droit : hypoplasie pulmonaire ou séquestre pulmonaire. Le traitement dépend de la tolérance cardiaque de cette anomalie.

## Historique
De premières descriptions d'anomalies congénitales du retour veineux ont été effectuées indépendamment par Raoul Chassinat et George Cooper en 1836, mais ce sont Nicholas Halasz et ses collaborateurs qui en publièrent une description spécifique en 1956. Benjamin Felson proposa en 1973 d'appeler cette anomalie « syndrome congénital veinolobaire »,,.

## Épidémiologie
Le syndrome du cimeterre, ou syndrome congénital veinolobaire de Felson, est rare — un à trois cas sur 100 000 — et prédomine parmi la population féminine.

## Physiopathologie
L'origine de la malformation n'est pas claire, même si le drainage veineux anormal du poumon, droit ou gauche dans la veine cave inférieure, la classique hypoplasie du poumon droit, le séquestre pulmonaire, la dextroposition du cœur et la persistance d'une veine cave supérieure à gauche semblent prendre leur origine dans un trouble précoce de l'embryogenèse du bourgeon pulmonaire.

## Diagnostic

### Signes fonctionnels
La plupart des individus concernés ne ressentent aucun symptôme.
Cependant dyspnée, asthénie et infections bronchopulmonaires au cours des trente premières années de vie peuvent amener à une telle découverte plus ou moins fortuite.
De rares complications graves, telles qu'hémoptysies ou hémothorax, liés à la vascularisation systémique du poumon séquestré, peuvent cependant survenir.

### Examens complémentaires

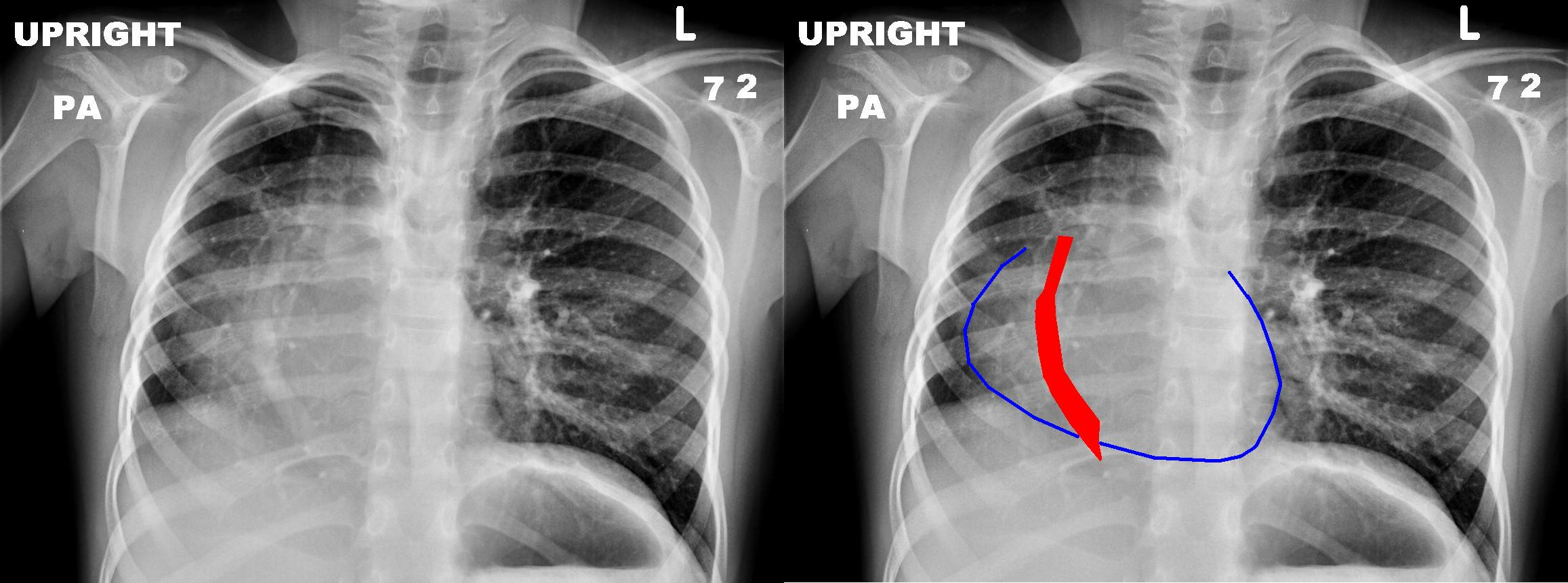
Radiographie thoracique d'une fillette de cinq ans présentant un syndrome du cimeterre : la silhouette du cœur, marquée en bleu, est décalée à droite et le retour veineux pulmonaire malformé (marqué en rouge) adopte une forme rappelant celle d'un cimeterre.

Le nom de ce syndrome vient de l'aspect angiographique du vaisseau anormal dont la forme, oblique en bas et en dedans, s'élargissant de haut en bas, évoque celle d'un cimeterre.